# شهر ما (فیلم ۱۹۴۰)
شهر ما (انگلیسی: Our Town) فیلمی در ژانر درام به کارگردانی سم وود است که در سال ۱۹۴۰ منتشر شد.

## بازیگران
- ویلیام هولدن - جرج گیبس
- مارتا اسکات - امیلی وب
- فی بینتر - خانوم جولیا گیبس
- دیکس دیویس - جو کراول جونیور
- بولا بوندی - خانوم میرتل وب
- توماس میچل - دکتر فرانک اف. گیبس
- استوارت اروین - هاوی نیوسام
- تام دریک - ساقدوش داماد در عروسی
- گای کیبی - آقای چارلز وب